# Rayo Vallecano de Madrid
Il Rayo Vallecano de Madrid, più comunemente Rayo Vallecano e spesso detto anche solo Rayo ("folgore" in spagnolo) è una società calcistica spagnola con sede nella città di Madrid, la terza per importanza della capitale dopo Real e Atlético de Madrid. Nella stagione 2023/24 milita in Primera División.
Ha disputato in totale 20 campionati di Primera División e 38 in Segunda División. Il miglior risultato ottenuto nel massimo campionato è l'ottavo posto raggiunto nella stagione 2012-2013. Le uniche partecipazioni alle coppe europee sono invece avvenute in virtù del nono posto ottenuto nella stagione 1999-2000, quando il club ottenne grazie al premio fair-play l'accesso al preliminare di Coppa UEFA 2000-2001, e in virtù dell’ottavo posto della stagione 2024-2025 che ha permesso l’accesso alla UEFA Conference League.

## Storia
Nei primi anni nella capitale spagnola a darsi battaglia ci sono già il Real Madrid e l'Atlético, quando il 29 maggio 1924 nacque l'Agrupación Deportiva El Rayo. Nel corso di una riunione venne deciso di modificare il nome del club, che diventa Agrupación Deportiva Rayo Vallecano, e come stemma utilizzare lo stemma di Vallecas. Inizia così una nuova era per il Rayo Vallecano, che però non può permettersi di avere in squadra grandi campioni e vivacchia per 27 anni facendo la spola tra la Segunda División e la Tercera División.
Nel 1977 inaspettatamente il Rayo disputa un grande campionato giungendo al terzo posto nella Segunda División, venendo promosso per la prima volta in Primera División. L'impatto con la massima serie è abbastanza buono, tanto che il primo anno si piazza al decimo posto, risultando una delle più belle sorprese del campionato. Nella stagione successiva arriva un quindicesimo posto, preludio della retrocessione che avviene l'anno successivo.
Nonostante gli sforzi per fare ritorno nella massima serie, nel 1984 arriva ventesimo ritornando in terza divisione. Nella categoria rimangono una sola stagione e, dopo due anni di assestamento in seconda – durante i quali vincono una Copa de la Liga Segunda División nel 1986 – ottengono un secondo posto che garantisce il ritorno nella Liga, avventura che questa volta dura una sola stagione.
Nel 1992 José Maria Ruiz-Mateos diventa azionista di maggioranza del club, andando a ricoprire il ruolo di presidente. A causa di problemi con il fisco però è costretto, due anni dopo, a cedere la guida alla moglie, Maria Teresa Rivero Sanchez. Questa diventa subito un'icona importante per il movimento calcistico, che le intitola il Campo de Fútbol de Vallecas. Negli anni novanta si verifica una continua altalena tra la prima e la seconda divisione, senza riuscire a stabilizzarsi nella categoria più importante.
Nel 1999 la squadra sale nuovamente nella Liga grazie al quinto posto maturato al termine della stagione. La circostanza è stata particolarmente fortunata: quell'anno la promozione fu eccezionalmente aperta a quattro squadre al posto delle solite tre, e all'Atletico Madrid B, che aveva conquistato il secondo posto, venne fatto divieto di iscriversi in Primera División, essendo la squadra A già partecipante. La stagione 1999-2000 è da incorniciare, perché ottiene un nono posto finale, miglior piazzamento della storia del club fino a quel momento (e rimasto tale fino all'ottavo posto raggiunto nel 2012-2013). Grazie alla classifica fair-play, disputa l'anno successivo la Coppa UEFA: nella competizione europea, il Rayo fu protagonista di un ottimo cammino (eliminando formazioni quali Lokomotiv Mosca e Bordeaux) prima di fermarsi ai quarti di finale, sconfitto nel derby iberico dall'Alavés.
Il 15 maggio 2016 all'ultima giornata di campionato, nonostante la vittoria per 3-1 contro il Levante, il Rayo retrocesse in Segunda División. Nello stesso anno la proprietà della squadra partecipò alla nascita del Rayo Oklahoma City, squadra della NASL. Il progetto però fallì e la società statunitense non partecipò al campionato successivo.
Al termine della stagione 2017-2018 la squadra ha riguadagnato la massima serie dopo due anni di assenza, vincendo il campionato di Segunda División. Tuttavia l'anno dopo si piazza all'ultimo posto in classifica, retrocedendo dopo appena un anno. Nell'annata 2019-2020 manca per un punto l'accesso ai play-off, mentre in quella successiva termina al sesto posto, l'ultimo utile, e, superando la semifinale contro il Leganés e aggiudicandosi la finale contro il Girona, vince i play-off, tornando così nella massima serie dopo due anni.
Nella stagione 2024-2025 il Rayo è una delle sorprese della stagione e termina all’ottavo posto, miglior risultato della sua storia, che concede inoltre la qualificazione alla UEFA Conference League: è la prima volta che il Rayo Vallecano si qualifica alle coppe europee tramite il piazzamento in campionato.

## Colori e simboli

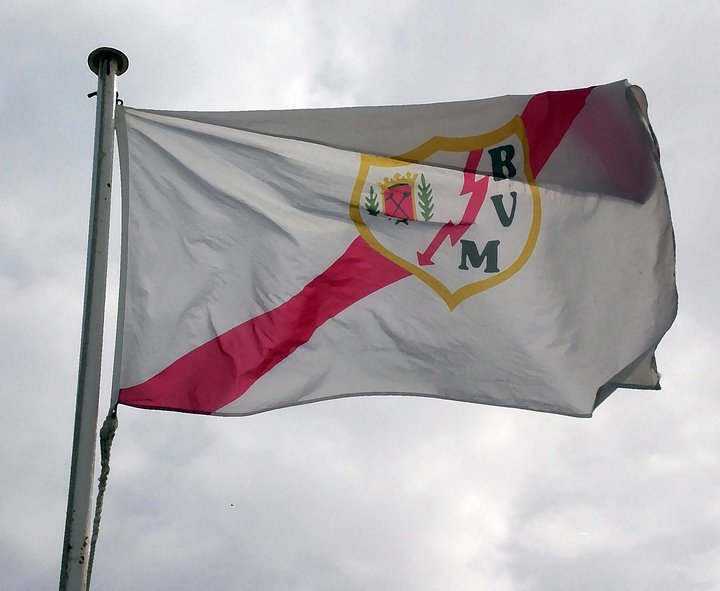
I colori e lo stemma del Rayo Vallecano su una bandiera

### Colori sociali
Al momento della sua fondazione nel 1924 la divisa del club era interamente bianca. La decisione di aggiungere la tipica fascia diagonale rossa venne approvata solo nel 1948, a seguito di una richiesta dei concittadini dell'Atlético Madrid che nel dopoguerra fornirono aiuto economico al Rayo, a patto che la società introducesse un elemento distintivo sulle proprie maglie, per distinguerle da quelle dei rivali del Real Madrid. La scelta della fascia rossa fu ispirata dai colori della squadra argentina del River Plate.
Per la stagione 2022-23 la storica fascia diagonale è stata per la prima volta sostituita in tutte le divise ufficiali da un fulmine stilizzato, simile a quello utilizzato nello stemma.

### Stemma
Lo stemma della squadra riporta nella parte sinistra l'emblema del quartiere di Vallecas, composto da un piccolo scudo rosso con al centro un rastrello ed un forcone incrociati, sormontati da una corona e circondati da foglie di alloro. Una folgore irregolare di colore rosso divide lo stemma in due, e sulla parte destra sono riportate le lettere RVM, acronimo del nome ufficiale della società.

## Stadio
La squadra disputa le proprie partite casalinghe al Campo de Fútbol de Vallecas, situato nell'omonimo quartiere della capitale spagnola. Inaugurato nel 1976 sul luogo di un precedente impianto, e noto dal 1994 al 2011 come "Estadio Teresa Rivero" in onore della presidente del club all'epoca, l'impianto può ospitare 14.708 spettatori.

## Società

### Sezione femminile
La sezione femminile del Rayo Vallecano, che gioca nella Primera División dalla stagione 2003-2004, negli ultimi anni ha conquistato un posto di rilievo nel panorama calcistico spagnolo, conquistando 3 campionati consecutivi (2008-2009, 2009-2010, 2010-2011) e una Copa de la Reina (2008).
Sia nella stagione 2010-2011 sia nella stagione 2011-2012 il Rayo Vallecano femminile è arrivato agli ottavi di finale della UEFA Women's Champions League, venendo eliminato in entrambi i casi: nel 2010-2011 in rimonta dal più esperto Arsenal (2-0 all'andata per le madrilene in Spagna, 4-1 per le londinesi al ritorno in Inghilterra) e nel 2011-2012 nuovamente dall'Arsenal.

## Diffusione nella cultura di massa
Gli abitanti di Vallecas, quartiere di estrazione tradizionalmente operaia dove si ha una delle aree con il reddito pro-capite più basso nella capitale, considerano il Rayo Vallecano un'icona della propria identità. Per questo motivo, la squadra è spesso assurta a simbolo cittadino della resistenza al calcio moderno e ai suoi valori, e ad icona di riscatto per la classe più "proletaria" della capitale spagnola.
Alla squadra è dedicata la canzone degli Ska-P Como un Rayo, contenuta nell'album d'esordio del gruppo spagnolo, assurta a inno non ufficiale del club.

## Palmarès

### Competizioni nazionali
- Copa de la Liga Segunda División: 1

1986
- Segunda División: 1

2017-2018
- Segunda División B: 2

1984-1985, 2007-2008
- Tercera División: 2

1955-1956, 1964-1965

### Altri piazzamenti
- Coppa di Spagna:

Semifinalista: 1981-1982, 2021-2022
- Segunda División:

Secondo posto: 1988-1989, 1991-1992, 1994-1995, 2010-2011
Terzo posto: 1976-1977
Vittoria play-off: 2020-2021
- Segunda División B:

Secondo posto: 2006-2007 (gruppo I)
Terzo posto: 2004-2005 (gruppo I)
- UEFA Fair Play ranking: 1

1999-2000

## Statistiche e record

### Partecipazione ai campionati e ai tornei internazionali

#### Campionati nazionali
Alla stagione 2025-2026 il club ha ottenuto le seguenti partecipazioni ai campionati nazionali:
| Livello | Categoria          | Partecipazioni | Debutto   | Ultima stagione | Totale |
| ------- | ------------------ | -------------- | --------- | --------------- | ------ |
| 1º      | Primera División   | 23             | 1977-1978 | 2025-2026       | 23     |
| 2º      | Segunda División   | 38             | 1956-1957 | 2020-2021       | 38     |
| 3º      | Segunda División B | 5              | 1984-1985 | 2007-2008       | 5      |
| 4º      | Tercera División   | 11             | 1949-1950 | 1964-1965       | 11     |

#### Tornei internazionali
Alla stagione 2025-26 il club ha ottenuto le seguenti partecipazioni ai tornei internazionali:
| Categoria                     | Partecipazioni | Debutto   | Ultima stagione |
| ----------------------------- | -------------- | --------- | --------------- |
| Coppa UEFA/UEFA Europa League | 1              | 2000-2001 | 2000-2001       |
| UEFA Conference League        | 1              | 2025-2026 | 2025-2026       |

#### Statistiche nelle competizioni UEFA
Tabella aggiornata alla fine della stagione 2024-2025.
| Competizione                  | Partecipazioni | G  | V | N | P | RF | RS |
| ----------------------------- | -------------- | -- | - | - | - | -- | -- |
| Coppa UEFA/UEFA Europa League | 1              | 12 | 8 | 2 | 2 | 30 | 9  |

## Tifoseria
I Bukaneros sono il maggior gruppo organizzato della tifoseria del club. Sono considerati uno dei tifosi più attivi e organizzati della Spagna. La tifoseria rayista si è distinta negli anni per la forte connotazione antifascista.
Il gemellaggio più sentito è con i tifosi del Cádiz Club de Fútbol. Un rapporto di amicizia esiste anche con i tifosi del Deportivo, Athletic Club, Osasuna, Alaves, Real Sociedad de Fútbol, AD Alcorcón e Gimnastica Segoviana Club de Futbol. Nel resto del mondo i tifosi sono in buoni rapporti con quelli del Girondins Bordeaux, Iraklis, Virtus Verona, Livorno Calcio, Olympique Marseille, Celtic Football Club e Fußball-Club Bayern München.
La rivalità più sentita dai tifosi è senza dubbio quella coi concittadini del Real Madrid. Rivalità di minor tono sussistono con i tifosi del Getafe Club de Fútbol, Atletico Madrid, FC Barcellona, Valencia Club de Fútbol, Celta de Vigo, Sporting Gijon, Real Oviedo, Real Zaragoza, Espanyol, Real Valladolid Club de Fútbol, Elche Club de Fútbol, Malaga CF, Real Mallorca e UD Las Palmas. In campo internazionale, qualsiasi gruppo con un'ideologia di destra potrebbe avere problemi con i Bukaneros.

## Organico

### Rosa 2025-2026
Aggiornato il 21 luglio 2025.
| N. |                      | Ruolo | Calciatore        |
| -- | -------------------- | ----- | ----------------- |
| 1  | Spagna (bandiera)    | P     | Dani Cárdenas     |
| 2  | Romania (bandiera)   | D     | Andrei Rațiu      |
| 3  | Spagna (bandiera)    | D     | Pep Chavarría     |
| 4  | Spagna (bandiera)    | C     | Pedro Diaz        |
| 5  | Spagna (bandiera)    | D     | Aridane Hernández |
| 6  | Senegal (bandiera)   | C     | Pathé Ciss        |
| 7  | Spagna (bandiera)    | A     | Isi Palazón       |
| 8  | Argentina (bandiera) | A     | Óscar Trejo       |
| 11 | Angola (bandiera)    | C     | Randy Nteka       |
| 12 | Spagna (bandiera)    | A     | Sergi Guardiola   |
| 13 | Argentina (bandiera) | P     | Augusto Batalla   |
| 14 | Spagna (bandiera)    | A     | Sergio Camello    |
| 15 | Spagna (bandiera)    | C     | Gerard Gumbau     |

| N. |                    | Ruolo | Calciatore       |
| -- | ------------------ | ----- | ---------------- |
| 16 | Ghana (bandiera)   | D     | Abdul Mumin      |
| 17 | Spagna (bandiera)  | C     | Unai López       |
| 18 | Spagna (bandiera)  | C     | Álvaro García    |
| 19 | Spagna (bandiera)  | C     | Jorge de Frutos  |
| 20 | Albania (bandiera) | D     | Iván Balliu      |
| 21 | Spagna (bandiera)  | A     | Adrián Embarba   |
| 22 | Uruguay (bandiera) | D     | Alfonso Espino   |
| 23 | Spagna (bandiera)  | C     | Óscar Valentín   |
| 24 | Francia (bandiera) | D     | Florian Lejeune  |
| 25 | Spagna (bandiera)  | C     | Joni Montiel     |
| 27 | Spagna (bandiera)  | D     | Pelayo Férnandez |
| 28 | Italia (bandiera)  | D     | Luiz Felipe      |